# Kärsämäen pirunpesä
Le nid du diable de Kärsämäki finnois : Kärsämäen pirunpesä est un bloc erratique situé dans le quartier Lentokenttä dans la commune de Turku en Finlande.

## Présentation
Kärsämäki pirunpesä est un nid du diable et un groupe de gros blocs erratiques situés dans le quartier de l'aéroport de Turku dans le district de Maaria-Paattinen. 
La zone est située sur une colline rocheuse, dans la forêt,.
À l'ouest de la zone se trouve la réserve naturelle de Pomponrahka, au nord se trouve l'aéroport de Turku, à l'est se trouve la Valtatie 9 et au sud se trouve la Kantatie 40 (rocade de Turku).
Selon le géologue responsable des rochers centre de recherche géologique de Finlande, le bloc erratique est le deuxième plus grand de Finlande.

## Étymologie
Plusieurs endroits en Finlande sont appelés nid du diable, où auraient vécu des créatures maléfiques. Il existe différents types de nids du diable : taffoni, fissure rocheuse, bloc erratique ou grotte.